# Paul Rapatsalahy
Paul Rapatsalahy est un écrivain et journaliste malgache né en 1911 (Ambidivato, province de Tananarive) et décédé en février 1988 (Tananarive).
Connu sous les pseudonyme de Idealy-Soa ou Paul Kambetty, durant sa vie, il a cumulé plusieurs activités liées au journalisme, à la littérature et aux arts.
Fondateur de l'Imprimerie Takariva (Crépuscule), il a créé le journal Takariva ainsi que de nombreux autres titres pour la presse et la radio en langue malgache et française.
Parmi ses activités, entre autres, il est à l'origine de la première maison d'édition de disques malgaches, du premier concours de Miss Madagascar participante au concours de Miss Monde, du premier musée privé de Madagascar,... Il a également été représentant de l'Unesco à Madagascar et ardent défenseur de l'espéranto.
Membre de l'Académie Malgache, il est l'auteur d'une soixantaine d'ouvrages (Ilay tsipika mena, Myra...).
Relativement détaché des préoccupations nationalistes des intellectuels malgaches, il reste connu comme un auteur populaire connu pour défendre la culture malgache avec des apports issus de la colonisation française et de ses nombreux voyages. De nombreuses études universitaires concernent l'ensemble de son œuvre.
Il est le père de José Rapatsalahy (Faralahy), également auteur malgache décédé en 1984.
Élevé au grade de Commandeur de l'Ordre National Malgache, une rue porte son nom depuis 2002 à Antananarivo.